# L'Arche et les Déluges
L'Arche et les Déluges est un documentaire français réalisé par François Bel et sorti en 1993.

## Synopsis
L'histoire de la terre et de la vie sur la terre, vus à travers le thème de l'eau.

## Fiche technique
- Titre anglais : The Ark and the Deluge
- Réalisation : François Bel
- Assistant : Jean-Yves Boisson
- Scénario : Jacques Gagné
- Lieux de tournage : Falkland, Mexique, Canada[1], Tanzanie, Islande, Antarctique
- Effets visuels : Francois Aubry
- Mixage sonore : William Flageollet
- Montage : Jacques Gagné, Elisabeth Paquotte
- Production :  Les Cinéastes Animaliers Associés
- Date de sortie : 16 juin 1993

## Distribution
- Claude Rich : narrateur

## Critiques
Pour Télérama, « François Bel a mis cinq ans à réaliser ce projet ambitieux. Son propos est d'un écologisme un peu naïf : la Terre était si belle avant que l'homme n'y apparaisse... », et « heureusement, une impressionnante bande-son aux accents quasi cosmiques, réalisée par Gabriel Yared ».